# José Juan Barea

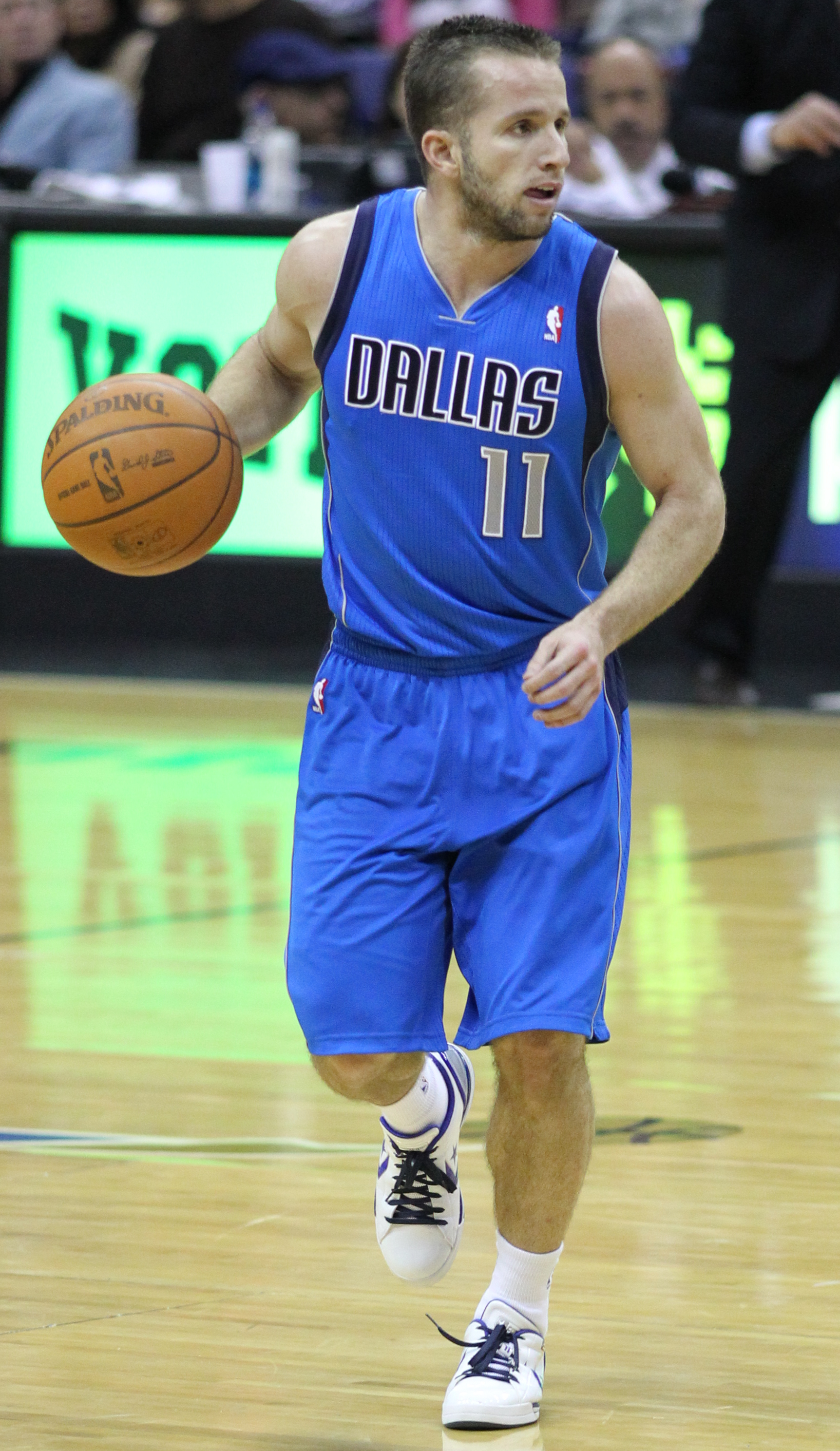
José Juan Barea in 2011

José Juan Barea is een Puerto Ricaanse professionele basketbalspeler in de NBA. Hij deed mee aan de NBA Draft van 2006, maar hij werd niet geselecteerd. Sinds 2006 is hij voor 2 NBA-ploegen actief geweest: De Dallas Mavericks van 2006 tot 2011 en vanaf 2014 en de Minnesota Timberwolves van 2011 tot 2014. Barea won in 2011 ook de NBA-Finals met Dallas. Ze versloegen de Miami Heat met 4-2. Barea was starter in een paar matchen en in de laatste match maakte hij 15 punten.